# حجلان (ناطع)

تعديل مصدري - تعديل

حجلان هي إحدى قرى عزلة ال فرج بمديرية ناطع التابعة لمحافظة البيضاء، بلغ تعداد سكانها 296 نسمة حسب تعداد اليمن لعام 2004.